# جران (اسم)
جران هو اسم علم مذكر من أصل عربي، ومعناه هو باطن العنق، ومقدم العنق للجمل، ورد ذكره كثيرًا في الحديث الشريف، وقيل هو السوط المصنوع من جلد ناقة البعير.

## وصلات خارجية
- موسوعة السلطان قابوس لأسماء العرب نسخة محفوظة 5 أبريل 2019 على موقع واي باك مشين.